# NGC 4531
NGC 4531 este o infrared source⁠(d) situată în constelația Fecioara. A fost descoperită în 17 aprilie 1784 de către William Herschel. Se află la o distanță de 15,07 megaparseci de Pământ.